# Manorville (Pennsylvanie)
Pour les articles homonymes, voir Manorville.
Manorville est un borough situé dans le comté d'Armstrong, en Pennsylvanie, aux États-Unis,. En 2010, il comptait une population de 410 habitants. Il est incorporé en 1866.

## Démographie
Lors du recensement de 2010, le borough comptait une population de 410 habitants. Elle est estimée, le 1er juillet 2019, à 426 habitants.

### Source de la traduction
- (en) Cet article est partiellement ou en totalité issu de l’article de Wikipédia en anglais intitulé « Manorville, Pennsylvania » (voir la liste des auteurs).